# Рудник Роузбері

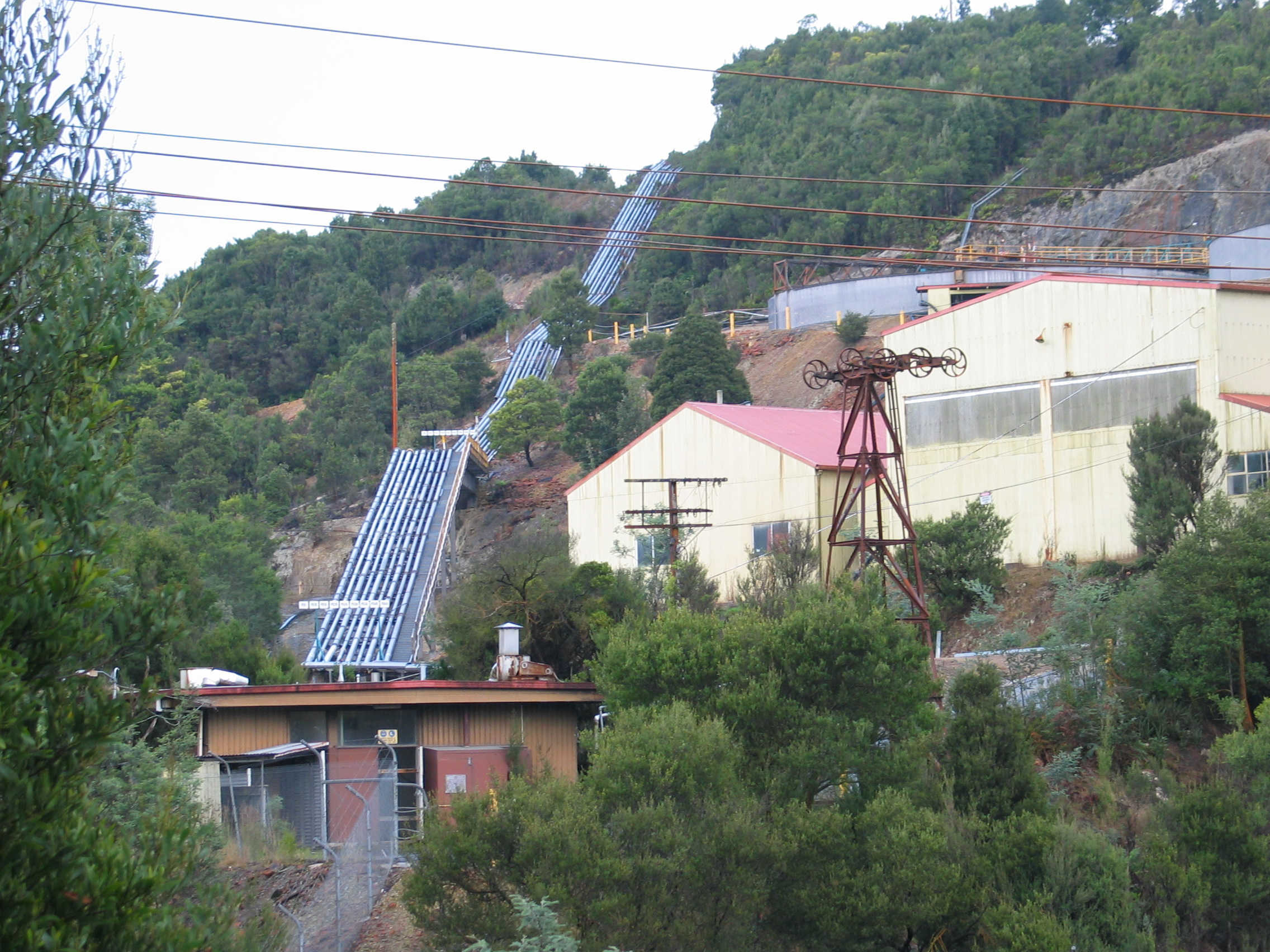
Елементи облаштування копальні

Рудник Роузбері — гірничодобувний майданчик на австралійському острові Тасманія.
У 1893 році на горі Маунт-Блек виявили поклади золотовмісної руди, за чим послідувало відкриття срібно-свинцевого зруднення. Як наслідок, район викликав зацікавлення у 13 компаній, найбільшими з яких були Rosebery Gold Mining Company та South Rosebery Mining Company, що в 1896-му змінили найменування на Tasmanian Copper Company та Primrose Mining Company відповідно. Перший етап розробки тривав лише кілька років та завершився не пізніше 1900-го, оскільки існувала технологічна проблема з плавкою руди — вона містила дуже багато цинку, який не могли вилучати на місцевому плавильному заводі в Зіхані, що почав роботу в 1898 році та мав срібно-свинцевий напрямок (на останньому для роботи зі схожою рудою копальні Геркулес розбавляли її чистою свинцевою та породою, отриманою з госсанів). Також впливало розташування рудників у важкодоступній гірській місцевості існували проблеми з вивозом значних обсягів продукції (на той час в районі діяла лише вузькоколійна залізниця від розташованого за кілька кілометрів південніше рудника Геркулес до Зіхана).
У 1905-му через Роузбері до Зіхана провели продовження залізниці від Ему-Бей на північному узбережжі, що дозволило відновити розробку (є відомості, що Tasmanian Copper та Primrose Mining постачали до Зіхану 1 тисячу тонн руди на місяць). Втім, «цинкова» проблема залишалась і для її вирішення спробували розробити нову технологію плавки, що передбачала вилуговування з цинку з обпаленої (кальцинованої) руди, після якого залишався свинцево-срібний залишок. Технологія пройшла апробацію на одному з британських заводів, після чого в 1909-му компанія Tasmanian Metals Extraction Company почала будівництво завод у Роузбері, який мав переробляти 100 тонн руди на добу. Завод ввели в дію у 1912-му, проте через наявні технологічні проблеми були змушені закрити вже у 1914-му.
Тим часом плавильний завод у Зіхані також потрапив у кризу. Стрімке падіння видобутку в його базовому районі підірвало економіку підприємства, а з власниками рудників Роузбері (та Геркулес) виникла цінова суперечка, що призвело до зупинки плавки в 1909 році. У 1911-му роботу відновили, проте вже у 1913-му завод остаточно припинив плавку руди, що також означало припинення розробки Роузбері.
Невдовзі права на розробку викупила Mount Read and Rosebery Mines Limited, що була дочірньою компанією Lyell Mining & Railway Company Limited (володіла розташованим південніше мідним рудником Маунт-Лаєлл). У 1920-му Mount Read and Rosebery Mines Limited була викуплена (а в 1925-му поглинута) компанією Electrolytic Zinc Company, що розвивала на Тасманії цинкоплавильний завод у Гобарті. На цей час вже розробили технологію флотації, яка нарешті давала шлях до вилучення цинку з руди Роузбері, і в 1927-му почалось будівництво збагачувальної фабрики Роузбері. У 1930-му на тлі світової економічної кризи роботи зупинили і лише в 1935 році вдалось продовжити будівництво. У 1936-му збагачувальна фабрика нарешті розпочала випуск роздільних свинцевого та  цинкового концентратів, а в 1942-му до них на тлі воєнних зусиль додали мідний.
Станом на 1990 рік накопичений видобуток рудника досягнув 15,3 млн тонн руди з середнім вмістом 15,7 % цинку, 4,8 % свинцю і 0,7 % міді, а також 159 грамів срібла та 2,8 грама золота на тонну (з 1987-го вилучення золота може здійснювати сама збагачувальна фабрика Роузбері).
У 1956-му власник копальні був переформатований у EZ Industries, яку в 1984-му поглинула компанія North Broken Hill Peko. Вже у 1988-му остання об'єднала з Conzinc RioTinto Australia (CRA) цинкові активи зі створенням концерну Pasminco, який наступного десятиліття потрапив у фінансову скруту, а потім і збанкрутував. У 2004-му на основі Pasminco створили Zinifex, з якої в 2007-му виділили плавильний бізнес (зі створенням Nyrstar), а в 2008-му гірничодобувний дивізіон унаслідок злиття Zinifex та Oxiana перейшов до компанії OZ Minerals. Вже у 2009-му основна частина рудників OZ Minerals (і серед них Роузбері) була продана китайській компанії China Minmetals Corporation (CMC), що створила з покупки компанію Minerals and Metals Group (MMG).
Починаючи з 2000 року середньорічна потужність копальні перевищувала 0,75 млн тонн руди. В подальшому вона була ще збільшена і в 2018-му вперше досягнули річного показника у понад 1 млн тонн (якщо точніше, то це стосувалось «ковзного року» з жовтня 2017-го по вересень 2018-го). Втім, якість руди поступово зменшувалась — якщо в 2008-му збагачувальна фабрика змогла видати 85 тисяч тонн цинку (а також 29 тисяч тонн свинцю та 2 тисячі тонн міді), то в 2024-му видобули та переробили 1 млн тонн руди, проте отримали лише 56 тисяч тонн цинку.
Розробка Роузбері ведеться підземним способом. Враховуючи гірський характер місцевості, рівні з 1-го по 8-й відпрацювали за допомогою штолень, рознесених по висоті по схилу гори. На нижчу частину покладу спорудили дві «сліпі» шахти — похилу № 1, що пройшла з 8-го до 14-го рівня, та вертикальну № 2, яку провели з 4-го до 19-го рівня. У 2003-му перейшли на розробку з використанням транспортного ухилу, який досягнув глибини не менше ніж 1,5 кілометра (є відомості про глибину у 1,8 кілометра, при тому що комерційно привабливі поклади поширюються щонайменше до 2 кілометрів).